# Quinta de Mendéz (centro clandestino de detención)
Quinta de Méndez fue un centro clandestino de detención que se encontraba ubicado en el paraje Los Laureles, en la ciudad de Tandil -provincia de Buenos Aires-, en las actuales calles Juan Manuel de Rosas y Scavini. El predio era  propiedad de los hermanos Julio y  Emilio Méndez, -este último vinculado laboralmente al Banco Comercial del Tandil-. En este ex Centro Clandestino de Detención estuvo prisionero y fue asesinado el abogado Laboralista Carlos Alberto "El Negro" Moreno, quien representaba a los obreros de Loma Negra.

## Historia
El lugar, perteneciente a los hermanos Méndez, fue cedido temporalmente al Comando de la Subzona 12, a cargo del Gral Alfredo O Saint Jean, dicho comando dependía el Área 121, a cargo del teniente coronel Julio Tommasi.
A diferencia de otros centros, este reviste la particularidad de haber sido cedido por civiles fuertemente vinculados a la actividad comercial de la ciudad de Tandil. Esto fue acreditado en el marco del juicio oral y público que condenó a 11 años de prisión a Julio Méndez y a 15 años a Emilio Méndez.

## Juicio
El juicio conocido como Juicio Quinta de los Méndez investigó y juzgó el secuestro y homicidio del abogado Carlos Alberto Moreno, hechos que sucedieron en este Centro Clandestino de Detención.

## Señalización

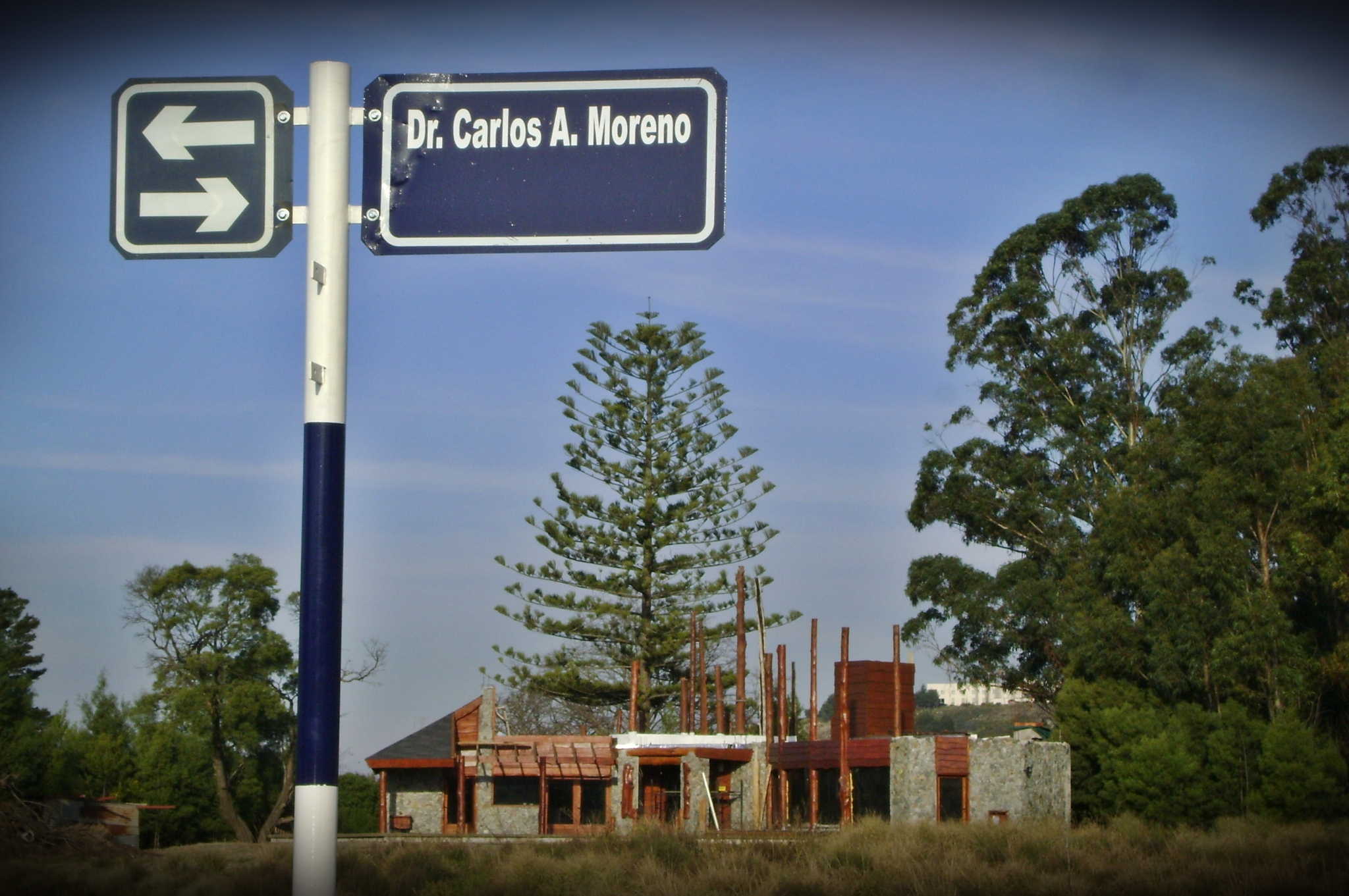
Calle Carlos Alberto Moreno, renombrada en honor al Abogado asesinado en la Quinta de Méndez

La "Quinta de los Méndez ” fue señalizada como Sitio de la Memoria el viernes 31 de agosto del año 2012. La marca consistió en tres pilares de hormigón de tres metros de altura y  al igual que en otros sitios de la memoria representan las consignas de Memoria, Verdad y Justicia. Durante el mismo acto se llevó a cabo el cambio de denominación de la calle lindera (Camino Encantado) por el de “Dr. Carlos Alberto Moreno” por Ordenanza Municipal N° 12943.
La actividad estuvo a cargo de la Red Federal de Sitios de Memoria, que coordina el Archivo Nacional de la Memoria, dependiente de la Secretaría de Derechos Humanos de la Presidencia de la Nación, junto con la Secretaría de Derechos Humanos de la Provincia de Buenos Aires, el Concejo Deliberante de Tandil y la Multisectorial por la Memoria, la Verdad, la Justicia y la Alegría de Tandil.